# 菱田嘉明
菱田嘉明（日语：／ Hishida Yoshiaki */?，1943年7月11日—2020年8月26日），日本政治人物，前众议院议员、京都府八幡市市长。

## 生平
先后毕业于京都府立城南高等学校、京都大学。历任丸紅東京本社、山城青年会議所理事長、日本青年会議所京都分区副会長等职。
1983年至1993年，担任京都府議会議員。1993年12月至2000年2月，担任八幡市市长。2000年6月参加第42屆日本眾議院議員總選舉，在京都府第6區代表自由民主党成功当选。
2003年11月，参加第43屆日本眾議院議員總選舉，败给民主党近畿比例代表區候选人山井和則。之后退出政坛。2013年秋获授旭日小綬章。
2020年8月26日上午11时04分，因多重器官衰竭在京都市内的一家医院逝世。终年77岁。